# Lessicologia
In linguistica, la lessicologìa è un'attività basata sullo studio analitico del lessico di una lingua, e della sua strutturazione nel tempo.
Divenuta autonoma solo a partire dagli anni sessanta, la lessicologia svolge ricerche sulle componenti basilari di una lingua (l. speciale) o del linguaggio (l. generale), provando a determinare regole e relazioni tra le singole componenti lessicali (per es. morfema, parola, polirematica).
La lessicografia, a quella strettamente legata, riguarda invece la compilazione di un vocabolario; si rifà ai risultati della lessicologia, offrendo talora nuovi dati alla ricerca lessicologica. Tra le altre discipline linguistiche correlate alla lessicologia, infine, dobbiamo annoverare l'onomasiologia, la semasiologia, l'etimologia, la fraseologia e l'onomastica.